# De heilige Hiëronymus
De heilige Hiëronymus  (Italiaans: San Girolamo) is een schilderij van Caravaggio uit circa 1605-06. Het schilderij maakt deel uit van de collectie van de Galleria Borghese in Rome.

## Geschiedenis
Giovanni Pietro Bellori beschreef in 1672 dat Caravaggio het schilderij gemaakt had voor kardinaal Scipione Borghese, die ook eigenaar was van de Madonna van de palfreniers uit dezelfde periode. Omdat Borghese in 1605 naar Rome werd gehaald door zijn oom paus Paulus V bij de start van diens pontificaat, kan het schilderij rond dit jaartal gedateerd worden. Het kan gaan om een schenking als dank voor de hulp van de kardinaal bij een van de talrijke aanvaringen met de wet die de schilder had. Vanaf 1650 is het schilderij gedocumenteerd in de Borghese-collectie, hoewel het enige tijd ten onrechte aan Jusepe de Ribera werd toegeschreven.
Caravaggio maakte nog twee schilderijen van Hiëronymus, die in de abdij van Montserrat bij Barcelona en in Valletta op Malta bewaard worden.

## Voorstelling
De heilige Hiëronymus is vooral bekend door zijn vertaling van de Bijbel in het Latijn. Trouw aan de iconografische traditie wordt de heilige op Caravaggio's schilderij afgebeeld als een oude man zittend aan een tafel vol met geschriften. Geconcentreerd leest hij in een groot boek, terwijl hij zijn arm uitstrekt in een lange horizontale beweging om zijn pen bij een boek te houden. De horizontale lijn van de arm wordt verlengd door een schedel, een memento mori, die op een ander boek is geplaatst dat ook open is. Hiëronymus is gekleed in een groot rood laken, de typische kleur voor een kardinaal.
Net als in veel andere schilderijen gebruikt Caravaggio licht als theatraal instrument: hier accentueert het de uitstraling van de heilige en vormt het een teken van een goddelijke aanwezigheid. Ook het kleurgebruik vertoont een contrasteffect, tegenover warme tinten (zoals het rode laken) staan koude tinten (zoals in het witte vel links).
Het is mogelijk dat dit werk onvoltooid bleef. De baard, de boeken en de cape zijn snel afgewerkt.

## Afbeeldingen

Madonna van de palfreniers
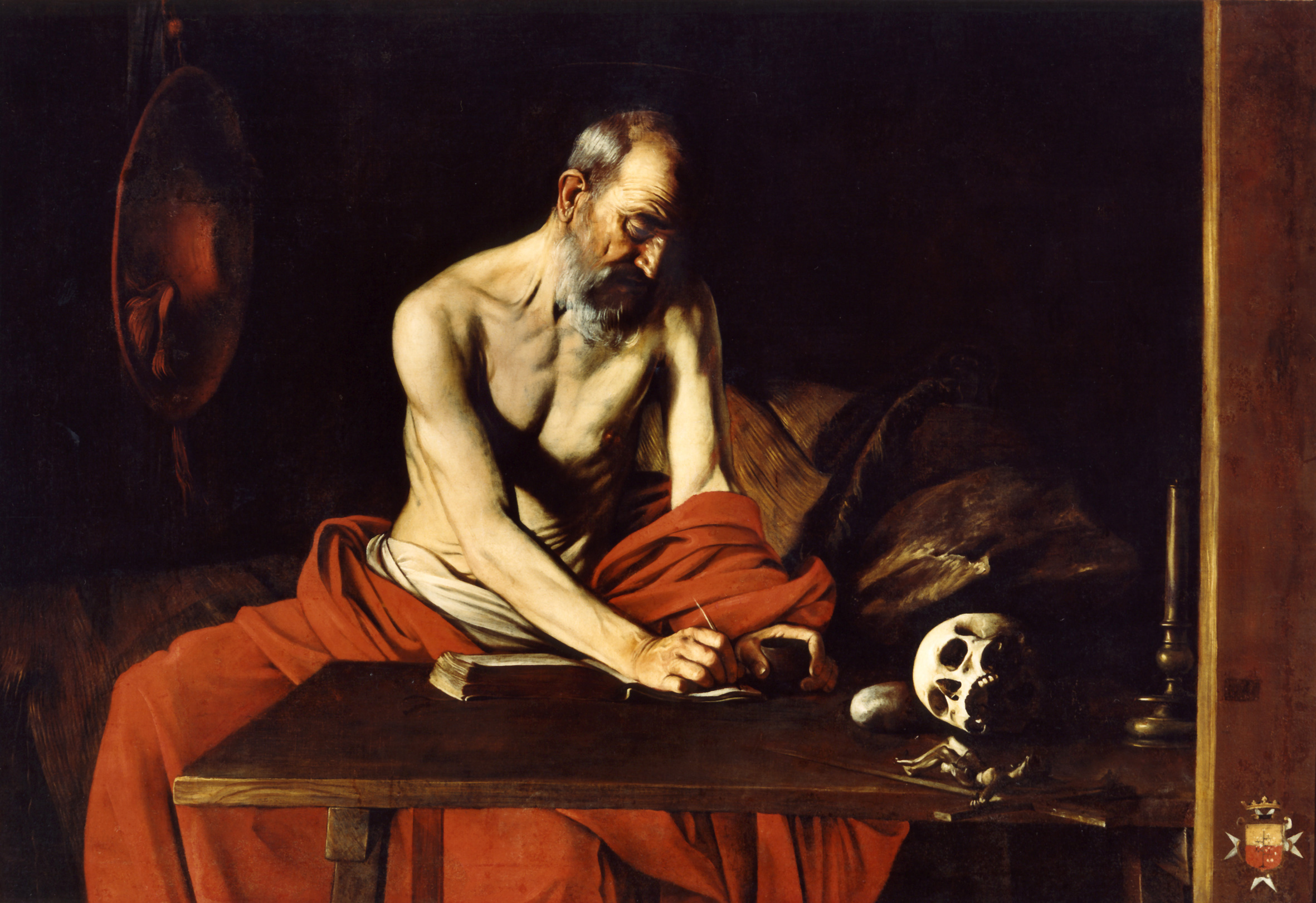
De heilige Hiëronymus - versie in Valetta
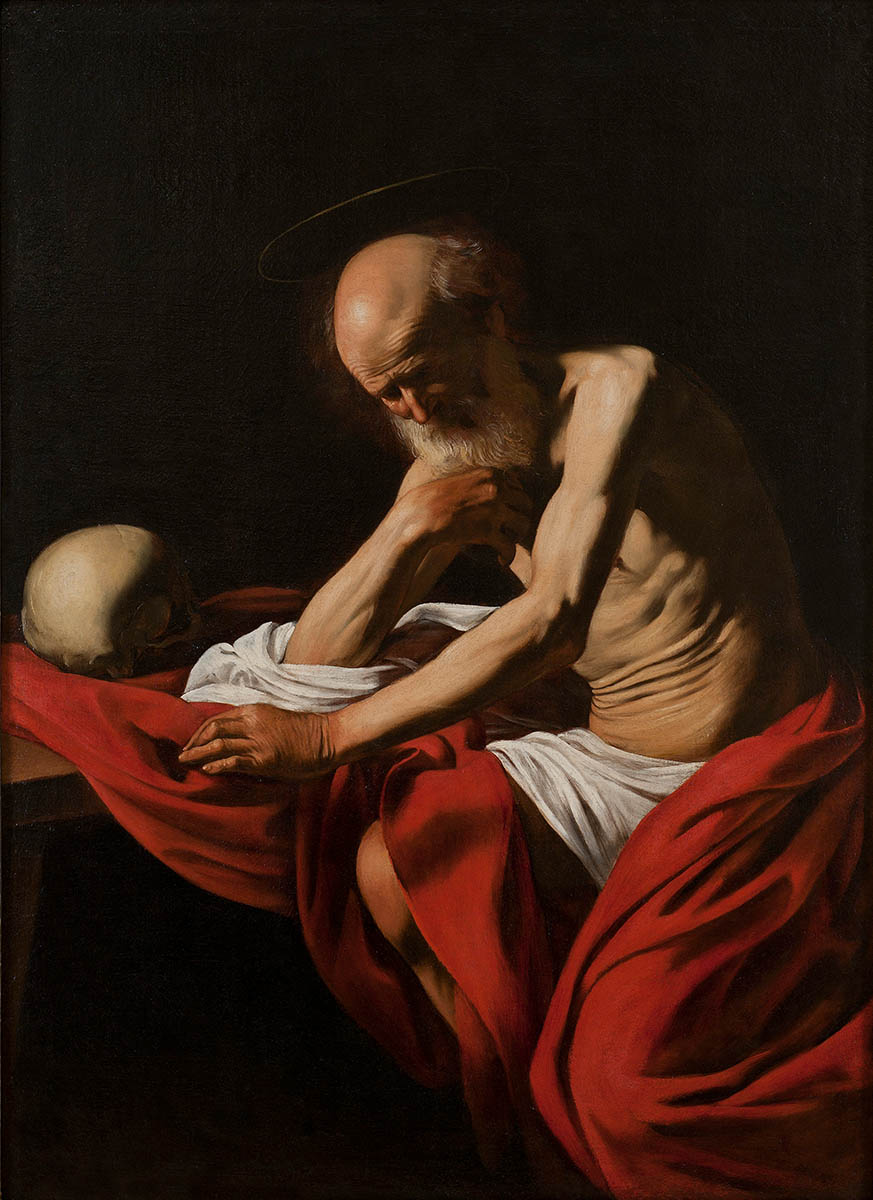
De heilige Hiëronymus - versie in de abdij van Monserrat